# 金泉ジャンクション
金泉ジャンクション（キムチョンジャンクション）は大韓民国慶尚北道金泉市にある京釜高速道路（1号線）と中部内陸高速道路（45号線）を結ぶジャンクションである。

## 接続する路線

### ソウル・釜山方面
- 京釜高速道路（22番）

### 忠州・馬山方面
- 中部内陸高速道路（13番）

## 隣
京釜高速道路
- 亀尾IC - 金泉JCT - 金泉IC

中部内陸高速道路
- 南金泉IC - 金泉JCT - 善山IC

座標: 北緯36度9分34.5秒 東経128度15分59.5秒 / 北緯36.159583度 東経128.266528度